# Обвальна печера
Обвальна печера (рос. Обвальная) — печера в Пермського краю Росії. Печера вертикального типу простягання. Загальна протяжність — 511 м. Глибина печери становить 54 м. Категорія складності проходження ходів печери — 1.